# Педагогічна практика
Педагогічна практика — обов'язкова складова частина навчального процесу педагогічних інститутів, університетів, училищ, інститутів вдосконалення вчителів, яка передбачає професійну підготовку педагогічних кадрів та підвищення їхньої кваліфікації. Має на меті навчити студентів творчо використовувати в педагогічній діяльності науково-теоретичні знання і практичні навички, набуті у процесі вивчення педагогіки, психології, окремих методик і спеціальних дисциплін, застосовувати їх на практиці, а також виховувати інтерес до роботи, виробити практичні навички.

## Особливості
Вперше практика здійснюється в формі споглядання за діяльністю вчителя, вивчення навчально-методичної документації і бесід з учителями, вихователями, керівниками закладу освіти. Потім проводиться практика з відривом від навчальних занять. Студенти під керівництвом викладачів, з допомогою досвідчених учителів і вихователів самостійно виконують увесь комплекс навчально-виховної роботи в школі чи іншому закладі освіти. 
На педагогічну практику відводять час у навчальному плані з урахуванням специфіки закладу освіти. Педагогічна практика в інститутах підвищення кваліфікації вчителів розрахована на поліпшення практичної діяльності вчителів та керівників шкіл, вивчення та набуття передового педагогічного досвіду. Аспіранти проходять практику в закладах вищої освіти. Слухачі курсів інститутів підвищення кваліфікації вчителів проходять тільки пасивну практику в освітніх закладах залежно від їхнього фаху. 
Зміст, обсяг і час педагогічної практики в різних країнах і різних типах педагогічних закладів освіти не однакові.